# Sparedrus lepidus
Sparedrus lepidus es una especie de coleóptero de la familia Oedemeridae.

## Distribución geográfica
Habita en Jammu  y Kashmir en (India).